# Sun Yingsha
Sun Yingsha (chinesisch 孫穎莎 / 孙颖莎, Pinyin Sūn Yǐngshā; * 4. November 2000 in Shijiazhuang) ist eine chinesische Tischtennisspielerin. Sie ist aktuelle Weltmeisterin im Einzel und Mixed und holte im Einzel Silber bei den Olympischen Spielen 2020 und 2024. 2024 wurde sie auch Olympiasiegerin im Mixed.

## Werdegang
International trat Sun Yingsha zum ersten Mal 2014 in Erscheinung, als sie die Jugend-Asienmeisterschaft im Einzel gewann. Im November 2014 wurde sie erstmals in der Weltrangliste geführt und belegte dort Platz 68. In den nächsten Jahren konnte sie jedoch nur sporadisch international auftreten, sodass sie oft nicht in der Weltrangliste vertreten war.

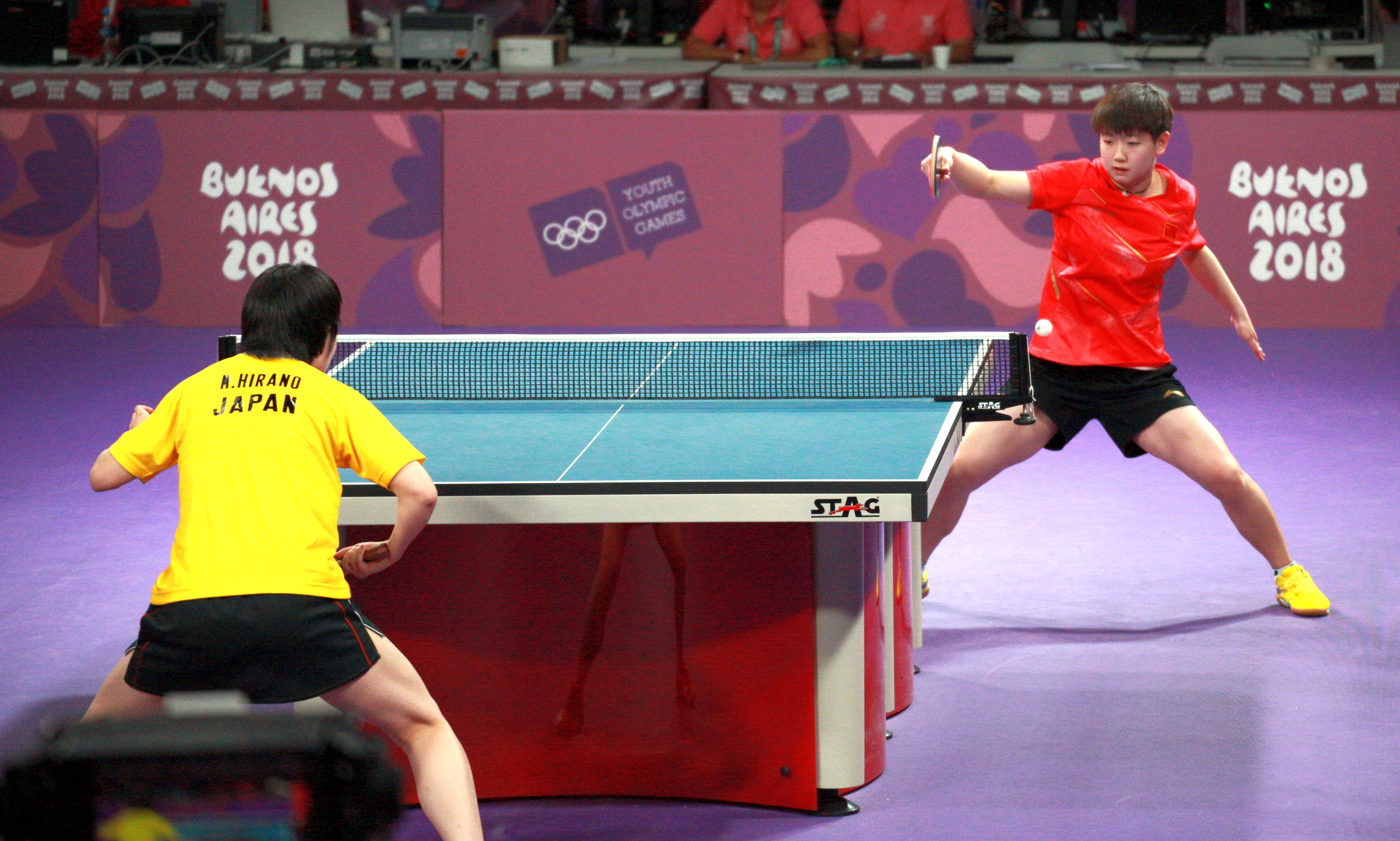
Einzel-Finale bei den Olympischen Jugendspielen 2018 gegen Miu Hirano; Sun Yingsha in rot

Sun Yingshas erstes Turnier im Erwachsenenbereich waren die Japan Open im Juni 2017, bei denen sie im Alter von 16 Jahren unter anderem Feng Tianwei (Nr. 4 der Weltrangliste), Shan Xiaona (Nr. 18) und Chen Meng (Nr. 5) schlagen und damit Gold gewinnen konnte. Im Doppel mit Chen Xingtong holte sie ebenfalls Gold. Bei den China Open im selben Monat besiegte sie unter anderem Feng Tianwei und Liu Shiwen (Nr. 2), bevor sie im Finale gegen die amtierende Weltmeisterin Ding Ning verlor. Im Juli wurde sie in der Weltrangliste auf Platz 10 geführt, nachdem sie zuvor im Januar 2017 auf Rang 82 gestanden hatte, und gewann bei der Jugend-Asienmeisterschaft Gold im Einzel, Doppel und Mixed. Im Einzel, Doppel und mit dem Team konnte sie im November auch die Jugend-Weltmeisterschaft gewinnen. Durch die Einführung der neuen Weltranglistenberechnung fiel sie im Januar 2018 aber wieder von Platz 7 auf Platz 52 zurück. Im Oktober 2018 gewann sie bei den Olympischen Jugendspielen in Buenos Aires sowohl im Einzel als auch gemeinsam mit Wang Chuqin im Teamwettbewerb die Goldmedaille. Beide Male stand ihr im Finale Miu Hirano aus Japan gegenüber, die sie in beiden Einzeln sowie im Doppel mit Tomokazu Harimoto schlagen konnte.
2019 konnte sie zum ersten Mal an der Weltmeisterschaft teilnehmen, wo sie im Doppel mit Wang Manyu – gegen die sie im Einzel im Viertelfinale ausschied – Gold gewann. Im selben Jahr wurde sie Asienmeisterin und gewann die Japan, Australian und German Open, sodass sie im Dezember auf Platz 2 der Weltrangliste vorrückte und sich im Einzel und Doppel für die Grand Finals qualifizierte. 2020 hatte sie erstmals die Möglichkeit, am World Cup teilzunehmen, und holte nach einer Finalniederlage gegen Chen Meng Silber. Zum selben Finale kam es bei ihrer ersten Olympiateilnahme 2021, wo Sun ebenfalls Silber gewann. Wenige Monate später erreichte sie auch bei der Weltmeisterschaft das Endspiel, das sie gegen Wang Manyu verlor – zuvor hatte sie zusammen mit Wang Manyu den Doppel- und mit Wang Chuqin den Mixed-Wettbewerb gewonnen. Ende des Jahres holte Sun dann Gold bei den WTT Cup Finals.
2022 rückte sie zum ersten Mal an die Spitze der Weltrangliste vor, nahm zum ersten Mal an der Team-Weltmeisterschaft teil, bei der China Gold gewann, und siegte erneut bei den WTT Cup Finals. Beim Singapore Smash 2023 holte Sun Gold in allen drei Wettbewerben, im Mai wurde sie Weltmeisterin im Einzel und im Mixed. Ende des Jahres gewann sie die WTT Finals zum dritten Mal in Folge, diesmal auch im Doppel. Beim World Cup 2024, der ersten Austragung seit 2020, holte sie zum ersten Mal Gold. Im Mixed mit Wang Chuqin wurde sie im selben Jahr Olympiasiegerin, im Olympischen Einzelfinale unterlag sie, wie schon 2020, Chen Meng.

## Turnierergebnisse
| Verband | Veranstaltung                | Jahr | Ort               | Land | Einzel        | Doppel        | Mixed      | Team |
| ------- | ---------------------------- | ---- | ----------------- | ---- | ------------- | ------------- | ---------- | ---- |
| CHN     | Asienspiele                  | 2022 | Hangzhou          | CHN  | Gold          | Viertelfinale | Gold       | Gold |
| CHN     | Asienspiele                  | 2018 | Jakarta           | IDN  |               |               | Gold       | Gold |
| CHN     | Asienmeisterschaft           | 2023 | Pyeongchang       | KOR  | Silber        | Silber        |            | Gold |
| CHN     | Asienmeisterschaft           | 2019 | Yogyakarta        | IDN  | Gold          |               | Silber     | Gold |
| CHN     | Jugend-Asienmeisterschaft    | 2017 | Asan              | KOR  | Gold          | Gold          | Gold       |      |
| CHN     | Jugend-Asienmeisterschaft    | 2015 | Kuala Lumpur      | MAS  | Silber        |               |            |      |
| CHN     | Jugend-Asienmeisterschaft    | 2014 | Mumbai            | IND  | Gold          |               |            |      |
| CHN     | Olympische Spiele            | 2024 | Paris             | FRA  | Silber        |               | Gold       | Gold |
| CHN     | Olympische Spiele            | 2021 | Tokio             | JPN  | Silber        |               |            | Gold |
| CHN     | Olympische Jugendspiele      | 2018 | Buenos Aires      | ARG  | Gold          |               |            | Gold |
| CHN     | Grand Smash                  | 2025 | Las Vegas         | USA  | letzte 16     | Silber        |            |      |
| CHN     | Grand Smash                  | 2025 | Singapur          | SGP  | Gold          | Silber        |            |      |
| CHN     | Grand Smash                  | 2024 | Peking            | CHN  | Gold          | Silber        |            |      |
| CHN     | Grand Smash                  | 2024 | Dschidda          | KSA  | Silber        |               | Gold       |      |
| CHN     | Grand Smash                  | 2023 | Singapur          | SGP  | Gold          | Gold          | Gold       |      |
| CHN     | Grand Smash                  | 2022 | Singapur          | SGP  | Halbfinale    | Gold          | Gold       |      |
| CHN     | WTT Series (Champions)       | 2025 | Yokohama          | JPN  | Silber        |               |            |      |
| CHN     | WTT Series (Champions)       | 2025 | Chongqing         | CHN  | Gold          |               |            |      |
| CHN     | WTT Series (Champions)       | 2024 | Macau             | MAC  | Gold          |               |            |      |
| CHN     | WTT Series (Champions)       | 2024 | Chongqing         | CHN  | Gold          |               |            |      |
| CHN     | WTT Series (Champions)       | 2024 | Incheon           | KOR  | Gold          |               |            |      |
| CHN     | WTT Series (Contender)       | 2024 | Doha              | QAT  |               |               | Gold       |      |
| CHN     | WTT Series (Star Contender)  | 2024 | Doha              | QAT  | Gold          |               | Gold       |      |
| CHN     | WTT Series (Contender)       | 2023 | Taiyuan           | CHN  |               |               | Silber     |      |
| CHN     | WTT Series (Champions)       | 2023 | Frankfurt am Main | GER  | Halbfinale    |               |            |      |
| CHN     | WTT Series (Star Contender)  | 2023 | Lanzhou           | CHN  | Gold          |               | Halbfinale |      |
| CHN     | WTT Series (Star Contender)  | 2023 | Ljubljana         | SLO  | Gold          |               | Gold       |      |
| CHN     | WTT Series (Contender)       | 2023 | Zagreb            | HRV  | Silber        |               | Gold       |      |
| CHN     | WTT Series (Champions)       | 2023 | Macau             | MAC  | Halbfinale    |               |            |      |
| CHN     | WTT Series (Champions)       | 2023 | Xinxiang          | CHN  | Gold          |               |            |      |
| CHN     | WTT Series (Champions)       | 2022 | Macau             | MAC  | Gold          |               |            |      |
| CHN     | WTT Series (Champions)       | 2022 | Budapest          | HUN  | Halbfinale    |               |            |      |
| CHN     | WTT Series (Star Contender)  | 2022 | Budapest          | HUN  | Silber        | Gold          |            |      |
| CHN     | ITTF World Tour              | 2020 | Doha              | QAT  | letzte 16     |               | Silber     |      |
| CHN     | ITTF World Tour              | 2020 | Magdeburg         | GER  | Viertelfinale | Halbfinale    | letzte 16  |      |
| CHN     | ITTF World Tour              | 2019 | Bremen            | GER  | Gold          | Viertelfinale | Gold       |      |
| CHN     | ITTF World Tour              | 2019 | Stockholm         | SWE  | Halbfinale    | Viertelfinale |            |      |
| CHN     | ITTF World Tour              | 2019 | Geelong           | AUS  | Gold          |               |            |      |
| CHN     | ITTF World Tour              | 2019 | Busan             | KOR  | Halbfinale    |               |            |      |
| CHN     | ITTF World Tour              | 2019 | Sapporo           | JPN  | Gold          | Silber        |            |      |
| CHN     | ITTF World Tour              | 2019 | Doha              | QAT  | Halbfinale    | Gold          |            |      |
| CHN     | ITTF World Tour              | 2019 | Budapest          | HUN  | Viertelfinale | Silber        |            |      |
| CHN     | ITTF World Tour              | 2018 | Linz              | AUT  | letzte 16     | Silber        |            |      |
| CHN     | ITTF World Tour              | 2018 | Stockholm         | SWE  | Qual.         | Gold          |            |      |
| CHN     | ITTF World Tour              | 2018 | Daejeon           | KOR  | letzte 16     |               | Silber     |      |
| CHN     | ITTF World Tour              | 2018 | Hongkong          | HKG  | letzte 16     | Gold          |            |      |
| CHN     | ITTF World Tour              | 2018 | Doha              | QAT  | Viertelfinale | Silber        |            |      |
| CHN     | ITTF World Tour              | 2018 | Budapest          | HUN  | Silber        | Gold          |            |      |
| CHN     | ITTF World Tour              | 2017 | Linz              | AUT  | Halbfinale    | Gold          |            |      |
| CHN     | ITTF World Tour              | 2017 | Chengdu           | CHN  | Silber        |               |            |      |
| CHN     | ITTF World Tour              | 2017 | Tokio             | JPN  | Gold          |               |            |      |
| CHN     | WTT Finals                   | 2024 | Fukuoka           | JPN  | letzte 16     | Viertelfinale |            |      |
| CHN     | WTT Finals                   | 2023 | Nagoya            | JPN  | Gold          | Gold          |            |      |
| CHN     | WTT Cup Finals               | 2022 | Xinxiang          | CHN  | Gold          |               |            |      |
| CHN     | WTT Cup Finals               | 2021 | Singapur          | SGP  | Gold          |               |            |      |
| CHN     | ITTF Finals                  | 2020 | Zhengzhou         | CHN  | Halbfinale    |               |            |      |
| CHN     | ITTF World Tour Grand Finals | 2019 | Zhengzhou         | CHN  | Viertelfinale | Halbfinale    |            |      |
| CHN     | ITTF World Tour Grand Finals | 2018 | Incheon           | KOR  | letzte 16     | Silber        |            |      |
| CHN     | Weltmeisterschaft            | 2025 | Doha              | QAT  | Gold          |               | Gold       |      |
| CHN     | Weltmeisterschaft            | 2024 | Busan             | KOR  |               |               |            | Gold |
| CHN     | Weltmeisterschaft            | 2023 | Durban            | RSA  | Gold          | Halbfinale    | Gold       |      |
| CHN     | Weltmeisterschaft            | 2022 | Chengdu           | CHN  |               |               |            | Gold |
| CHN     | Weltmeisterschaft            | 2021 | Houston           | USA  | Silber        | Gold          | Gold       |      |
| CHN     | Weltmeisterschaft            | 2019 | Budapest          | HUN  | Viertelfinale | Gold          |            |      |
| CHN     | Jugend-Weltmeisterschaft     | 2017 | Riva del Garda    | ITA  | Gold          | Gold          | Halbfinale | Gold |
| CHN     | World Cup                    | 2025 | Macau             | MAC  | Gold          |               |            |      |
| CHN     | World Cup                    | 2024 | Macau             | MAC  | Gold          |               |            |      |
| CHN     | World Cup                    | 2020 | Weihai            | CHN  | Silber        |               |            |      |
| CHN     | World Team Cup               | 2019 | Tokio             | JPN  |               |               |            | Gold |
| CHN     | World Junior Circuit         | 2016 | Taicang           | CHN  | Silber        |               |            |      |
| CHN     | World Junior Circuit         | 2016 | Hongkong          | HKG  | Halbfinale    | Gold          |            |      |
| CHN     | World Junior Circuit         | 2015 | Taicang           | CHN  | Gold          |               |            |      |